# Église Saint-Clair de Monclar
L'église Saint-Clair est une église catholique située à Monclar, en France.

## Localisation
L'église Saint-Clair est située à Monclar, dans le département français de Lot-et-Garonne, .

## Historique
La construction de la bastide de Monclar est décidée par Alphonse de Poitiers en 1256. Dans le procès-verbal de Claude de Gélas, il note en 1614 , dans l'église de Monclar on lit en haut de la muraille au-dessus du grand autel écrit en grosses lettres sur deux morceaux de bois : « feut faite aquesta glessia en 1253 et l'an 1609 a été refaite ». Si la date de construction n'était pas erronée, on pourrait donc admettre que la construction de l'église est contemporaine de la bastide. L'église était construite extra-muros.
L'église est entièrement reconstruite après la guerre de Cent Ans, en 1503, à l'emplacement actuel, comme on peut le lire dans les mémoires de Nicolas de Villars : « L'an 1503 lad. église fut bâtie appert de ce qui est écrit en le couverture de lad. église ».
L'église est restaurée en 1609 après la fin des guerres de religion. Certains chapiteaux portent des inscriptions en caractères gothiques : AVE MARIA I H S.
Il y avait six confrérie établies dans l'église de Monclar : de Notre-Dame, du Saint Sacrement, de Saint-Clair, de Saint-Joseph, de Saint Côme et Saint Damien, du Purgatoire. Il existait aussi la confrérie des Dames de la Charité pour le bouillon des pauvres.
Le clocher s'est effondré à deux reprises au XVIIIe siècle. Un projet de restauration est fait en 1785.
La nef est partiellement détruite en 1730 par l’effondrement de la flèche. Elle est reconstruite par un architecte du nom de Michel Marsandou. 
La nef n'est voûtée d'ogives qu'au XIXe siècle.
Le porche occidental de l'église est inscrit au titre des monuments historiques le 25 mai 1957.

## Mobilier
L'église possède un riche mobilier.